# 15106 Swanson
15106 Swanson eller 2000 CA45 är en asteroid i huvudbältet som upptäcktes den 2 februari 2000 av LINEAR i Socorro County, New Mexico. Den är uppkallad efter Marie Swanson.
Den tillhör asteroidgruppen Astraea.